# Pannonie supérieure
103 ap. J.-C. – IIIe siècle
Entités précédentes :
- Pannonie

Entités suivantes :
- Pannonie première (en)
- Pannonie Savia (en)

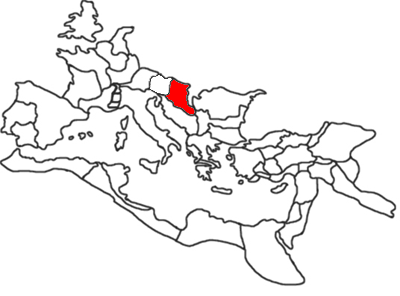
La Pannonie dans l'Empire romain vers 120 ap. J.-C.

La Pannonie supérieure est une ancienne province romaine incluse dans la Pannonie, divisée en deux par l'empereur Trajan vers 105 ap. J.-C. :
- la Pannonie supérieure à l'ouest.
- la Pannonie inférieure à l'est.

Ces qualificatifs sont déterminés par le sens du cours du Danube.

## Localisation

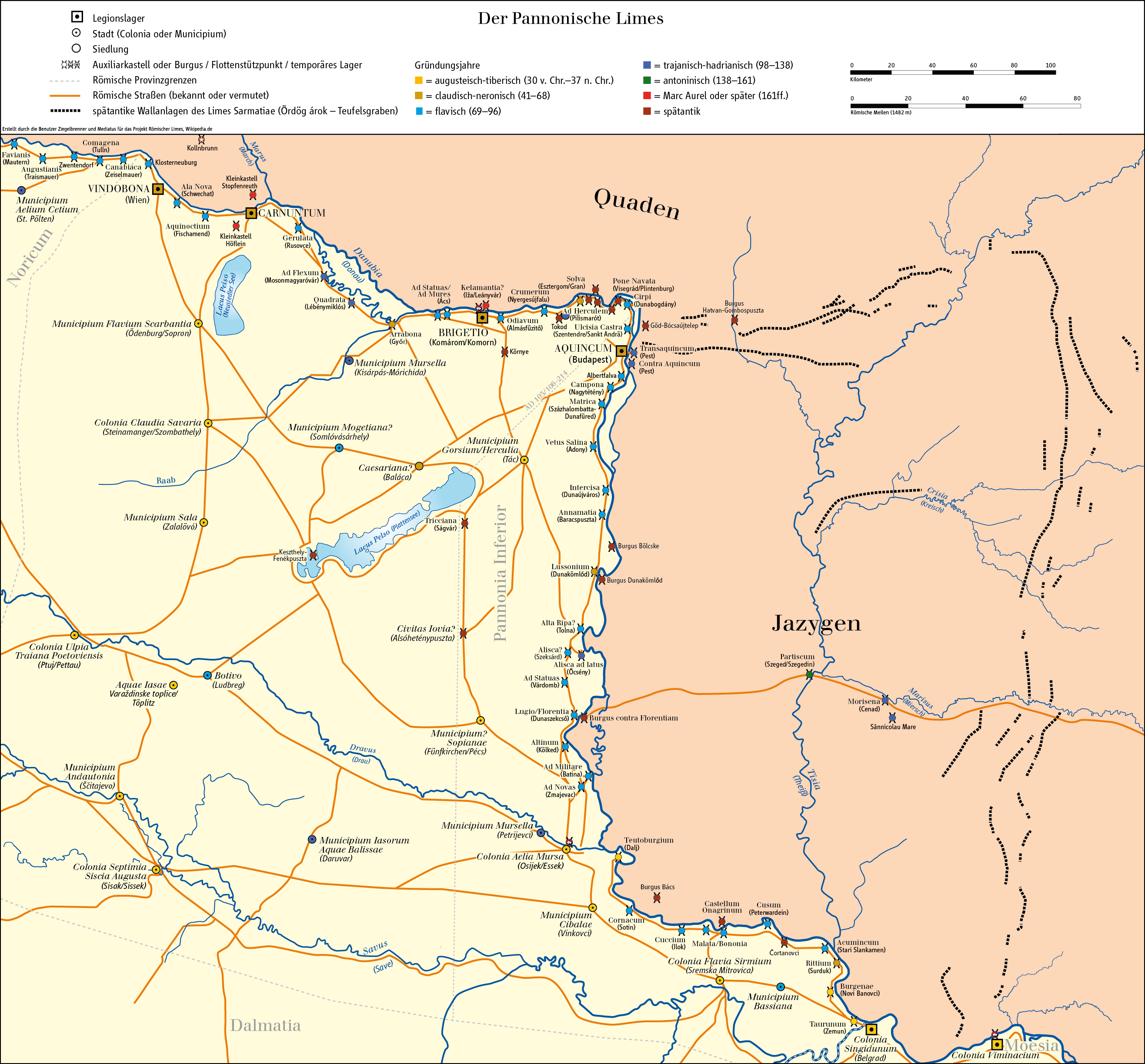
Limes de Pannonie

Elle incluait une partie de la Hongrie actuelle, ainsi que de l'Autriche, de la Croatie, de la Slovénie, de la Bosnie-Herzégovine et de la Slovaquie.
Définies en 106, ses frontières furent modifiées légèrement en 214 : une partie de son territoire fut attribuée à la province jumelle de Pannonie inférieure, notamment la région de Brigetio.

## Cités
La capitale était Carnuntum (aujourd'hui en Autriche).
Autres villes importantes :
- Andautonia (aujourd'hui Ščitarjevo, Croatie)
- Aquae Balissae (aujourd'hui Daruvar, Croatie)
- Arrabona (aujourd'hui Győr, Hongrie)
- Brigetio (aujourd'hui Komárom, Hongrie)
- Iovia Botivo (aujourd'hui Ludbreg, Croatie)
- Poetovio (aujourd'hui Ptuj, Slovénie)
- Savaria/Sabaria (aujourd'hui Szombathely, Hongrie)
- Scarbantia (aujourd'hui Sopron, Hongrie)
- Servitium/Serbinum (aujourd'hui Gradiška, Bosnie-Herzégovine)
- Siscia (aujourd'hui Sisak, Croatie), siège d'un atelier monétaire romain depuis Gallien jusque vers 410 ap. J.-C.
- Vindobona (aujourd'hui Vienne, Autriche), qui accueillit le quartier général de l'empereur Marc Aurèle dans sa guerre contre les Quades et les Marcomans.